# فرانسينا ريد
فرانسينا ريد (بالإنجليزية: Francine Reed)‏ هي مغنية أمريكية، ولدت في 11 يوليو 1947.

## وصلات خارجية
- فرانسينا ريد على موقع ميوزك برينز (الإنجليزية)
- فرانسينا ريد على موقع ديسكوغز (الإنجليزية)